# Ulrikasborgs distrikt
Ulrikasborg (finska: Ullanlinna) är ett av fem distrikt, och samtidigt en stadsdel, i Södra stordistriktet i Helsingfors stad. 
Distriktet Ulrikasborg har följande åtta stadsdelar:
- Gardesstaden
- Rödbergen
- Eira
- Ulrikasborg
- Brunnsparken
- Munkholmen
- Sveaborg
- Västra holmarna.